# Parque Cevallos

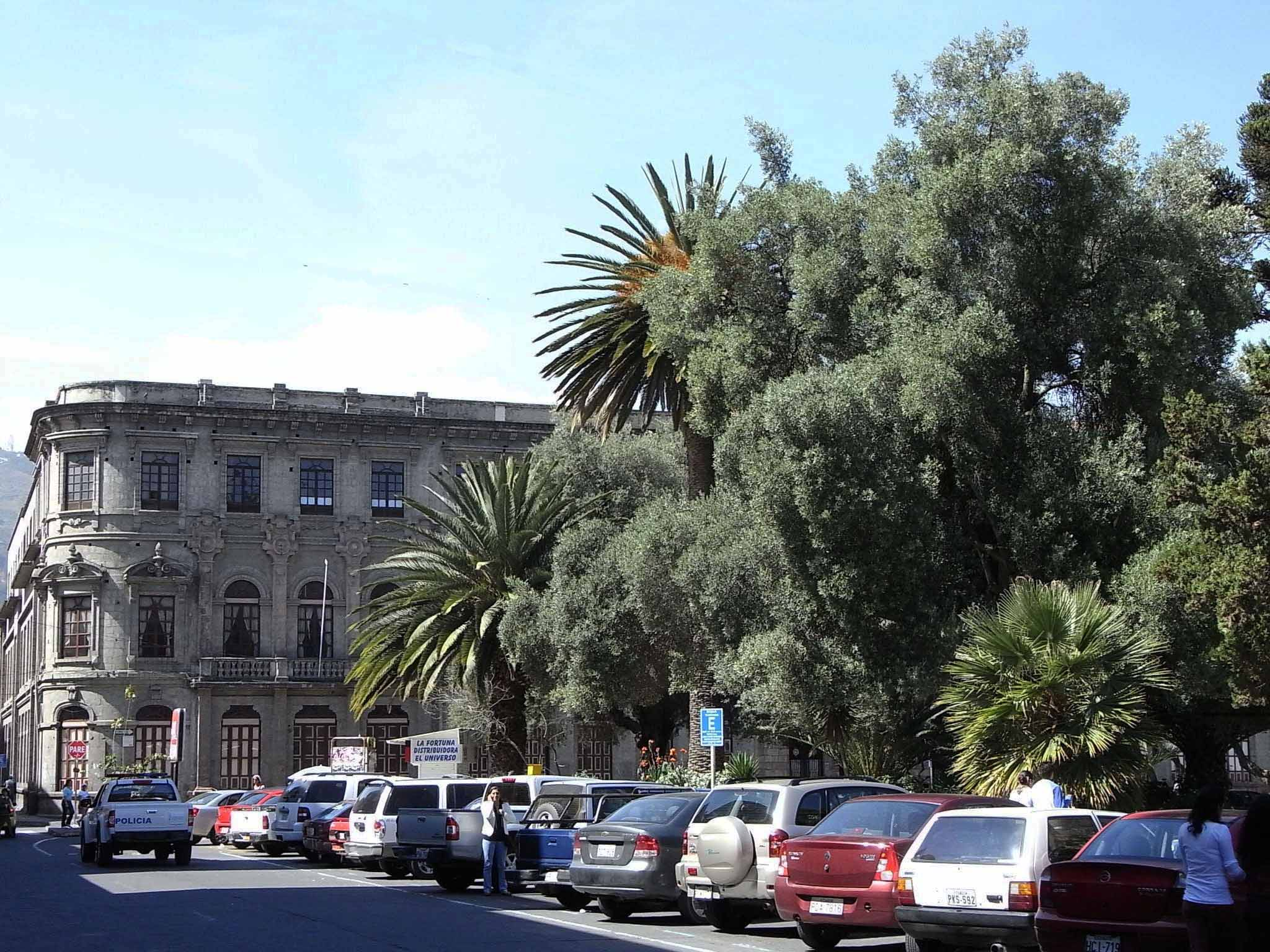
Parque Cevallos y Colegio Bolívar

El Parque Cevallos es un parque urbano situado en la localidad de Ambato, Ecuador.

## Historia
El parque se construyó en los años cuarenta en la antigua plaza 10 de agosto, siguiendo una configuración ajardinada geométrica con especies naturales de gran tamaño entre las que destacan olivos, araucarias, magnolias, cipreses y palmeras. Estas variedades, sumadas a una vegetación menor con plantas de flores multicolores, han creado un microclima con aves andinas. Debe su nombre a Pedro Fermín Cevallos, ilustre abogado, político e historiador ambateño, conocido como "primer historiador de la república", de quien luce un monumento.
Con los antiguos y patrimoniales edificios de la escuela de La Providencia y del Colegio Nacional Bolívar, forma un armonioso conjunto en el que se fusionan arquitectura y naturaleza, dotando al centro de la urbe de un espacio verde para la recreación de sus ciudadanos, siendo además un referente turístico de la provincia.

## Polémica
En 2010, se presentó un proyecto por parte de la Municipalidad de Ambato para eliminar este parque y construir en su lugar un parqueadero subterráneo y dejar en la superficie una plaza abierta. El proyecto ha sido cuestionado debido a que no se considera oportuno eliminar un importante referente urbano de la ciudad, que constituye además parte de su legado histórico.